# Сало, или 120 дней Содома
«Сало́, или 120 дней Содома» (итал. Salò o le 120 giornate di Sodoma), также известен как «Сало́» — последний фильм итальянского режиссёра и писателя Пьера Паоло Пазолини, вышедший на экраны в 1975 году. Фильм является вольной экранизацией романа «120 дней Содома» маркиза де Сада. Первая часть незавершённой «Трилогии смерти», в которую также должен был войти фильм Porno-Teo-Kolossal (не завершён). Фильм состоит из четырёх частей, основанных на «Божественной комедии» Данте Алигьери: Преддверие ада (итал. Antinferno), Круг маний (итал. Girone delle manie), Круг дерьма (итал. Girone della merda), Круг крови (итал. Girone del sangue). Фильм также содержит частые ссылки на произведение Фридриха Ницше «Генеалогия морали» (1887), книгу стихов Эзры Паунда «Песни», а также magnum opus Марселя Пруста «В поисках утраченного времени». Фильм получил чрезвычайно спорные оценки в связи со сценами насилия, пыток, сексуальной развращённости, ужасающих убийств, копрофагии и остаётся запрещённым в нескольких странах (например, в Великобритании фильм был разрешён только в 2000 году). Несмотря на спорность, фильм получил высокую оценку различных киноведов. Хотя его обычно не считают фильмом ужасов, тем не менее в 2006 году Ассоциацией кинокритиков Чикаго «Сало» был помещён на шестьдесят пятую строчку списка самых страшных когда-либо созданных фильмов и является предметом статьи в энциклопедии ужасов и сверхъестественного (1986).

## Сюжет
1944 год, Республика Сало́ на севере Италии, последние дни итальянского фашизма. 

Фильм состоит из четырёх частей, названия которых основаны на произведении Данте Алигьери «Божественная комедия»:
- Преддверие ада (Antinferno),
- Круг маний (Girone delle manie),
- Круг дерьма (Girone della merda),
- Круг крови (Girone del sangue).

### Преддверие ада
Всё сделано хорошо, когда сделано с избыткомЕпископ
Президент (Альдо Валетти), судья, герцог (Паоло Боначелли) и епископ женятся на дочерях друг друга. Затем они приказывают фашистам похитить несколько десятков молодых людей, из которых отбирают 9 девушек и 9 юношей, и привозят их на изолированную виллу. Фашисты также арестовывают нескольких юношей, которые затем будут охранниками на вилле.
Пленников посвящают в правила игры, построенной на гомосексуальных сношениях, а также сексуальных извращениях (в частности, в фильме содержатся сцены садизма и поедания экскрементов). Вилла охраняется автоматчиками. Кроме того, на вилле живут четыре проститутки средних лет. В 6 часов все собираются в зале, где проститутки рассказывают различные истории. После ужина начинаются оргии. За гетеросексуальные отношения полагается лишение конечностей, за религиозные отправления — смерть.

### Круг маний

Кадр из фильма

Первая проститутка в течение нескольких дней рассказывает истории о том, как в детстве была совращена педофилами. В первый день одна из девушек пытается выброситься из окна, но охрана удерживает её. На ужине за столом прислуживают голые дочери четырёх фашистов. Один из охранников ставит подножку девушке и начинает насиловать её. Президент снимает брюки и бегает по комнате, демонстрируя всем свой анус. Затем он становится на четвереньки рядом с насилуемой девушкой и просит охранника вступить с ним в гомосексуальный половой акт. На фоне этого герцог запевает песню, его поддерживают присутствующие, продолжая ужинать. На следующий день играется свадьба юноши и девушки, после свадьбы жениха и невесту насилуют фашисты. В другой день пленников заставляют изображать собак, и фашисты бросают им объедки со стола. Судья кладёт гвозди в кусок пирога, приказав его съесть пленнице; ничего не подозревая, она начинает пережёвывать предлагаемое блюдо, кричит от боли, из её рта льётся кровь.

### Круг дерьма
Вторая проститутка рассказывает о сексуальных извращениях, связанных с экскрементами. Герцог испражняется в комнате и заставляет одну из девушек съесть экскременты. Судья «женится» на юноше, на свадебном ужине также подаются экскременты, которые едят все.

### Круг крови
Фашисты узнают о многочисленных нарушениях пленниками установленных правил, что предопределяет финал всей истории. Последняя из четырёх проституток, что играла на пианино во время эротических рассказов, выбрасывается из окна. Остальных пленников подвергают пыткам (скальпируют, вырезают глаза и языки, секут, прижигают раскаленным железом) и умерщвляют. Друзья, под стихотворение Эзры Паунда и произведение Карла Орфа Veris leta facies, передаваемые по радио, наблюдают по кругу за происходящим с помощью бинокля.

### Окончание
За окном слышится канонада — приближаются западные союзники. «Veris leta facies» сменяется лёгкой мелодией 40-х годов (Ansaldo Bracchi — Son tanto triste) и охранники принимаются танцевать под неё. «Как зовут твою девушку?» — спрашивает один другого. «Маргарита» — отвечает тот.

## Персонажи
Развратники
- Герцог (в «120 дней Содома» — Герцог Бланжи) (Паоло Боначелли) — высокий и крепко сложенный садист, обладает высокой сексуальной потенцией. Любит рассуждать о фашистской и человеконенавистнической философии.
- Епископ (в «120 дней Содома» — Епископ Бланжи) (Джорджо Катальди) — брат герцога. Несмотря на свою должность, богохульствует и проявляет себя заинтересованным в финальных пытках.
- Магистрат (в «120 дней Содома» — Председатель Кюрваль) (Уберто Паоло Квинтавалле) — подтянутый, но лысеющий садомазохист, ранее раздавал смертные приговоры инкриминированным, даже если знал об их невиновности.
- Президент (в «120 дней Содома» — Финансист Дюрсо) (Альдо Валетти) — женственный любитель анального секса и чёрного юмора. Даже когда занимается сексом с девушками, отказывается от вагинального сношения.

Проститутки
- Синьора Кастелли (Катерина Боратто) — жестокая и абсолютно аморальная проститутка, которая рассказывает истории во время круга крови.
- Синьора Маджи (Эльза Де Джорджи) — проститутка, умертвившая собственную мать ради развратного аристократа. Рассказывает истории во время круга дерьма.
- Синьора Ваккари (Элен Сюржер) — проститутка, подвергнувшаяся в юном возрасте педофилии. Рассказывает самые простые, с точки зрения развратников, истории во время круга маний.
- Пианистка (Соня Савьянж) — женщина, безмолвно играющая на пианино в течение дня. В ужасе от происходящего в особняке, поэтому во время круга крови совершает самоубийство.

Дочери
- Татьяна — дочь магистрата, замужем за президентом. Жертва постоянных издевательств со стороны коллаборационистов. Оказавшись в особняке, она вынуждена все время быть обнаженной. Изнасилована и убита в конце.
- Сюзанна — дочь президента, вышедшая замуж за герцога. Жертва коллаборационистов и магистрата. В конце была изнасилована, а затем убита через повешение.
- Лиана — старшая дочь герцога, замужем за магистратом. Как и другие дочери, она обязана быть полностью обнаженной в течение всех 120 дней. Изнасилована одним из солдат и в конце концов убита; в вырезанной сцене на электрическом стуле.
- Джулиана — младшая дочь герцога, вышла замуж за епископа. Она вынуждена все время оставаться совершенно голой, как и другие дочери. Убита в конце.

## Создание

### Выбор первого эпизода в Трилогии смерти
После «Трилогии жизни» («Декамерон», «Кентерберийские рассказы» и «Цветок тысяча одной ночи») Пьер Паоло Пазолини задумал создать «Трилогию смерти», в которой хотел откинуть весь оптимизм, содержащийся в трёх предыдущих фильмах, изменить сексуальный компонент: радостный и солнечный изменить на холодный и жуткий. По предложению Серджио Читти, «Сало» был выбран как первый эпизод. Пазолини намеревался создать фильм с элементами если не настоящего насилия, то хотя бы насилия символического.
По признанию Пазолини, его фильм — это метафора на отношение современной власти, которую он ненавидел, и человека.

### Место съемок
Некоторые натурные съёмки производились в «Вилла Альдини» (итал. Villa Aldini) — в здании стиля неоклассицизма в Болонье, городе, где родился Пазолини. Интерьеры были сняты в «Вилла Сорра» (итал. Villa Sorra) в Кастельфранко-Эмилия.

## Отражение в культуре

### Документальные материалы
В 2005 году в Риме состоялась выставка отредактированных фотографий Фабиана Севальоса, изображающих сцены из фильма. Итальянский режиссёр Джузеппе Бертолуччи выпустил документальный фильм Pasolini prossimo nostro (рус. Пазолини — наш близкий) в 2006 году на основе интервью с Пазолини, которое он сделал на съёмочной площадке «Сало» в 1975 году. В документальный фильм также включены фотографии, сделанные на съёмочной площадке фильма. В 2001 году вышел документальный фильм, автором сценария и режиссёром которого стал Марк Кермод.

### DVD
Компания Criterion Collection выпустила фильм в 1998 году на DVD. В 2011 году компания выпустила его на Blu-Ray и DVD.

### Опера
В 2008 году британский оперный режиссёр Дэвид Маквикар и швейцарский дирижёр Филипп Джордан подготовили по мотивам фильма свою версию оперы «Саломея» Рихарда Штрауса, переместив действие оперы в дворец разврата в нацистской Германии. Этот спектакль был записан Джонатаном Хасуэллом и позже в том же году был выпущен на DVD компанией «Опус Арте».

### Фильмы
Никос Николаидис снял свой фильм «Время обнуления» (2005 год) под влиянием «Сало».

## События, связанные с фильмом

### 1975 год

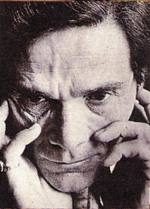
П. П. Пазолини, режиссёр фильма

- 2 ноября происходит убийство режиссёра — Пьера Паоло Пазолини. Убийство не связывают именно с картиной, но оно вызывает большой резонанс.
- 9 ноября — Комиссия по цензуре запрещает демонстрацию «Сало».
- 18 декабря — Комиссия по цензуре при повторном рассмотрении вопроса отменяет запрет и даёт разрешение на выпуск «Сало».

### 1976 год
- 11 января — первый показ фильма в Милане.
- 13 января — Прокурор Милана изымает фильм из проката и возбуждает дело против продюсера фильма Гримальди за распространение порнографической продукции.
- 30 января — Гримальди вынесен обвинительный приговор.
- 19 февраля — Генеральный Прокурор Рима возбуждает дело против Гримальди по обвинению в изображении растления несовершеннолетних и публичного совершения непристойных жестов в одной из сцен «Сало».
- 11 марта — Национальная ассоциация борьбы за нравственность обращается в региональный административный суд, требуя немедленной отмены разрешения на показ «Сало».

### 1977 год
- 17 февраля — слушание дела Гримальди. Апелляционный суд Милана оправдывает Гримальди и отдаёт распоряжение о снятии запрета на демонстрацию фильма при условии изъятия 4 эпизодов.
- 11 марта — фильм впервые демонстрируется в Риме без 4 изъятых сцен.
- 7 июня — один из зрителей возбуждает дело против «Сало», после чего мировой судья Гротталье отдаёт распоряжение о новом изъятии фильма из проката.
- 9 июня — компания, продюсировавшая фильм, возбуждает дело против Гротталье.
- 18 июня — Прокурор Милана отменяет запрет на демонстрацию фильма.

### 1978 год
- 15 февраля — кассационный суд даёт распоряжение на восстановление изъятых эпизодов, поскольку фильм «Сало» является «произведением искусства».

## Оценка

### Награды
- 72-й Венецианский кинофестиваль[10] (2015) — лучший отреставрированный фильм (Венецианская классика).

### Отзывы
Мишель Фуко, размышляя о «Сало» и фильме «Ночной портье», отмечал: «Это грубейшая историческая ошибка. Нацизм придумали вовсе не помешанные на эросе великие безумцы XX века, а мелкие буржуа, мрачные типы, скучные и мерзкие до невозможности. Гиммлер был каким-то там агрономом, и женился он на медсестре. Следует уразуметь, что концлагеря родились от союза воображения больничной медсестры и воображения птичника. Больница плюс птичий двор — вот фантазм, стоящий за концлагерями».
Михаэль Ханеке включил этот фильм в десятку своих любимейших.